# Pasquale Frustaci
Pasquale Frustaci (Napoli, 18 ottobre 1901 – Napoli, 29 luglio 1971) è stato un compositore e direttore d'orchestra italiano.

## Biografia
Si fa notare giovanissimo come autore di canzoni, presentando una composizione per la festa di San Vincenzo nella sua città. Risultato vincitore al relativo concorso, si reca successivamente a Parma per frequentare il Conservatorio, diplomandosi nel 1921 in composizione.
Importante il suo incontro con Erminio Macario che lo scritturò come autore di molte riviste che il comico torinese presentava per ogni stagione teatrale; tra le canzoni di maggior successo Camminando sotto la pioggia, Sentimental, portata al successo da Wanda Osiris, Tu solamente tu, Quelli dello sci Sci, Maria Luisa.
Non meno importanti le sue colonne sonore spesso per i film di Macario e la sua collaborazione con l'EIAR poi RAI che gli commissionò musiche per vari programmi di varietà e riviste radiofoniche.

## Riviste e commedie musicali
- Trenta donne e un cameriere, rivista di Marcello Marchesi con Macario, Wanda Osiris, Carlo Rizzo, Erika Sandri, musiche P. Frustaci, regia di Macario (1940).
- Tutte donne, di Mario Amendola, con Macario, Wanda Osiris, Carlo Rizzo, Marisa Merlini, Erika Sandri, Lilly Granado, musiche P. Frustaci, regia di Macario.
- Il grillo al castello, rivista di Macario e Rizzo, musiche di Frustaci 1943
- Scandalo al collegio, di Mario Amendola, con Erminio Macario, Paola Veneroni, Fiorella Betti, Marisa Galli, Gemma Griarotti, Italia Marchesini, Loris Gizzi, Augusto Mastrantoni, Claudio Ermelli, Ettore Carloni, Roberto Bruni, Giulietta De Riso, musiche di Pasquale Frustaci, regia di Macario 1944.
- Il cinque di fiori, ovvero chi ha ucciso Mr. Brown?, di Mario Amendola, con Erminio Macario, Paola Veneroni, Fiorella Betti, Marisa Galli, Italia Marchesini, Gemma Griarotti, Adriana Facchetti, Claudio Ermelli, Loris Gizzi, Augusto Mastrantoni, Franca Dominici, Osvaldo Genazzani, musiche di Pasquale Frustaci, regia di Macario, 1944.

## Colonne sonore
- Eravamo sette sorelle, regia di Nunzio Malasomma (1938)
- Il vagabondo, regia di Carlo Borghesio, Oreste Biancoli (1941)
- Accidenti alla guerra!..., regia di Giorgio Simonelli (1948)
- Yvonne la nuit, regia di Giuseppe Amato (1949)
- Botta e risposta, regia di Mario Soldati (1950)
- Baracca e burattini, regia di Sergio Corbucci (1954)
- A sud niente di nuovo, regia di Giorgio Simonelli (1956)